# Shirley Temple
Shirley Jane Temple (Santa Monica, 23 april 1928 – Woodside, 10 februari 2014) was een Amerikaans actrice en diplomaat.
Zij werd bekend als kindsterretje. Het meisje met de goudblonde krullen en fonkelende ogen is een van de bekendste kindsterretjes uit de filmgeschiedenis. Shirley was tussen 1932 en 1949 in meer dan vijftig Amerikaanse speelfilms te zien. Als Shirley Temple Black bouwde ze als volwassene een carrière op als ambassadrice.
Ze was anno 2016 nog steeds de jongste winnaar van een Academy Juvenile Award ooit.

## Biografie
Shirley Temple werd geboren in Santa Monica in de Amerikaanse staat Californië. Ze viel vooral op door haar professionalisme. Op haar derde nam ze al zang- en danslessen; ze kende altijd haar tekst en danspasjes uit het hoofd en kon overtuigend op commando huilen. De meeste van haar films kenmerkten zich door het grote optimisme waarmee Temple problemen oploste en ruzies beëindigde. Meestal waren de films bewerkingen van bekende kinderverhalen.

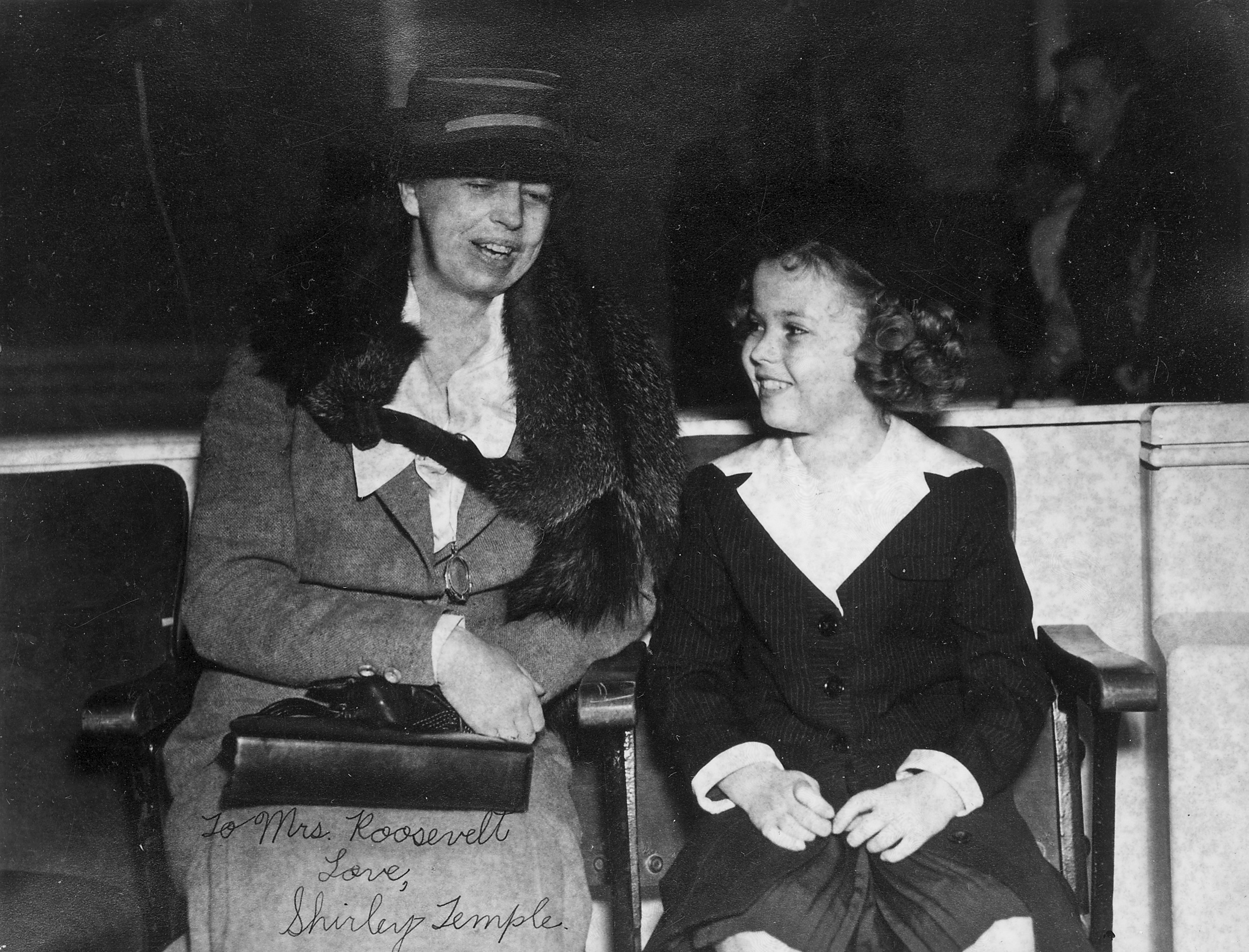
Shirley Temple en Eleanor Roosevelt in 1938.

In 1932, nog geen vier jaar oud, was ze voor het eerst te zien in een serie getiteld Baby Burlesks, een soort De Boefjes. Na enkele kleine rollen brak ze door met Stand Up and Cheer! van Fox, waarin ze het nummer Baby Take a Bow zong. In 1934 tekende ze een contract bij het toentertijd noodlijdende Fox. Datzelfde jaar won ze een speciale Academy Award voor haar rol in de film Bright Eyes. Daarin zong ze voor het eerst On the Good Ship Lollipop. Met succesvolle films als The Little Colonel en Heidi redde ze de maatschappij van de ondergang.
Ze was tussen 1936 en 1938 de succesvolste artiest in Hollywood en de succesvolste films uit die tijd waren films met haar in de hoofdrol. Andere studio's probeerden in te haken op het succes en brachten hun eigen films uit met kleine meisjes in de hoofdrol.
Toen ze ouder werd, daalde haar populariteit. In 1947 was ze nog te zien in Fort Apache van John Ford, samen met haar toenmalige echtgenoot John Agar. In 1948 kreeg ze een dochter, Linda Agar. In 1949 scheidde ze van Agar en stopte ze met acteren. Een jaar later trouwde ze met zakenman Charles Black. Ze kregen twee kinderen, Lori en Charlie Black.
Van 1958 tot 1961 was ze even in weinig succesvolle televisieseries te zien. Vanaf de jaren zestig raakte ze betrokken bij de Republikeinse Partij. Van 1969 tot 1970 was ze de afgevaardigde van de Verenigde Staten bij de Verenigde Naties. Ze was de Amerikaanse ambassadrice in Ghana (1974-1976) en Tsjecho-Slowakije (1989-1992).
Op 4 augustus 2005 overleed haar tweede echtgenoot op 86-jarige leeftijd. Temple overleed thuis in Woodside, Californië op 10 februari 2014, ruim 85 jaar oud.

## Filmografie

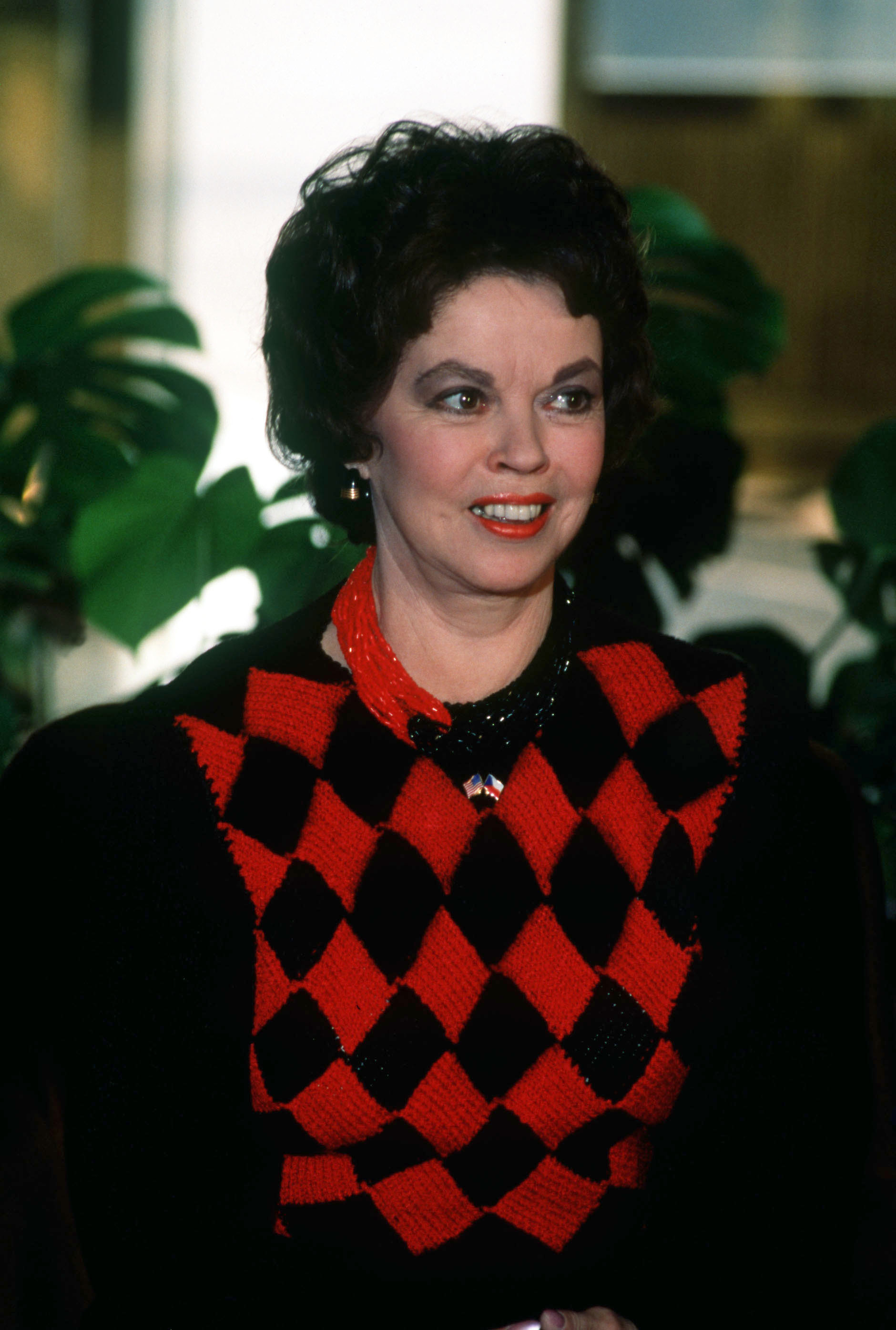
Shirley Temple in 1990.

Temple verscheen in de volgende speelfilms, exclusief de korte films.

## Trivia
- Naar Temple is een non-alcoholische cocktail vernoemd, de Shirley Temple.
- Naar Temple is ook een pioenroos vernoemd, namelijk Pioen Shirley Temple. De pioen heeft een witte kleur.